# المنطقة الغربية العسكرية (مصر)
المنطقة الغربية العسكرية هي إحدى المناطق الأربع العسكرية للقوات المسلحة المصرية ويقع مقرها بمرسى مطروح. وتجري تشكيلاتها العسكرية مشروع الحرب التدريبي للقوات المسلحة سنويا المسمى «مناورات رعد».

## القوات الرئيسية
- الفرقة 21 مدرعة:[1]
  - قيادة الفرقة 21 مدرعة (قيا فر ٢١ م).
  - اللواء 1 مدرع (ل ١ م).
  - اللواء 14 مدرع (ل ١٤ م).
  - اللواء 18 مشاة ميكانيكي (ل ١٨ مش ميكا).
  - عناصر المدفعية.
  - عناصر الدفاع الجوي.
- الفرقة 33 مشاة ميكانيكي:[2]
  - قيادة الفرقة 33 مشاة ميكانيكي (قيا فر ٣٣ مش ميكا).

## المنشآت التابعة
- قاعدة براني العسكرية.[3]
  - معسكر الفريق حسن علي أبو سعدة.[4]

## قادة المنطقة
- لواء أركان حرب / حاتم زهران.[5]
- لواء أركان حرب / هاني مسعد شبانة.[6]
- لواء أركان حرب / محمد هيثم حلمي.[7][8]
- لواء أركان حرب / محمد عز الدين جحوش.[9]
- لواء أركان حرب / شريف معوض.[10]
- لواء أركان حرب / صلاح سرايا.[11]
- لواء أركان حرب / شريف بشارة.[12]
- لواء أركان حرب / وحيد عزت.[13][14]
- لواء أركان حرب / محمد المصري.[15]
- لواء أركان حرب / مدحت النحاس.[16]
- لواء أركان حرب / محمود إبراهيم حجازي.[17]
- لواء أركان حرب / أحمد عبد الهادي صادق.[17]
- لواء أركان حرب / مراد موافي.[18]
- لواء أركان حرب / نادر قورة.[18]
- لواء أركان حرب / الدسوقي محمود البنا.[19]
- لواء أركان حرب / مصطفى عفيفي.[20]
- لواء أركان حرب / عبد العزيز قابيل.[21]
- لواء أركان حرب / حسن أبو سعدة.[22]
- لواء أركان حرب / علي فايق صبور.[23]